# 031号線 (チェコ)
チェコ国鉄031号線、パルドゥビツェ～ヤロムニェルジ～リベレツ線（チェコ語;Železniční trať Pardubice–Jaroměř–Liberec）の一部は、チェコ国鉄の鉄道線の名称である。
1857年、南北ドイツ連絡鉄道の路線として開業した。2024年に、パルドゥビツェ中央駅まで延伸となった。ベルリンとウィーンを結ぶ路線として計画されたが、現在長距離輸送は010号線が担っており、ローカル輸送が中心となっている。

## 運行形態[2]

### 特急「リフリーク(R)」
- R14A系統：　パルドゥビツェ中央駅 - ヤロムニェルジ - リベレツ　　※アリヴァ列車による運行
2時間間隔で運行。030号線と直通する。
過去の運行形態
2018年以前は、パルドゥビツェ本駅 - リベレツ間に、チェコ鉄道により運行していた。また、列車毎に異なる愛称がつけられていた。
2019,20年度は「イェシチェド」号として運行していた。
2020年末にアリヴァ列車に移管された[3]。
2025年度より、運行区間がパルドゥビツェ中央駅まで延伸された。

- クラコノシ号：　プラハ - フラデツ・クラーロヴェー - ヤロムニェルジ - トルトノフ　　※チェコ鉄道による運行
2時間間隔で運行。020号線、032号線と直通する。
2018年以前は、列車毎に異なる愛称がつけられていた。2019年度は、「フラデチャン」号として運行していた。

- 過去の運行系統
スロヴァーツキー・エクスプレス号：　フラデツ・クラーロヴェー → パルドゥビツェ → ルハチョヴィツェ
早朝のみ片道1本運行していた。パルドゥビツェ以東は010号線に直通する。途中、ロシツェを通過していた。
2017,18年度は、特別リフリーク(Rx)という種別で運行していた。

### 快速「スピェシニー(Sp)」
- パルドゥビツェ中央駅 - フラデツ・クラーロヴェー - ヤロムニェルジ
フラデツ以南を快速として、以北を普通として運行する。特急「イェシチェド」号と合わせて、概ね1時間間隔の運行となっている。
2018年以前は、パルドゥビツェ本駅 - ヤロムニェルジ間の運行で、全区間を快速として運行していた（停車駅はフラデツ以北各駅停車）。2019年度よりフラデツ以北を普通列車として運行する様になり、2024年6月9日よりパルドゥビツェ中央駅まで運行区間が延伸となった。

- (パルドゥビツェ中央駅 - ) フラデツ・クラーロヴェー - ヤロムニェルジ - トルトノフ
2時間間隔で運行。032号線と直通する。特急「フラデチャン」号と合わせて、概ね1時間間隔の運行となっている。平日の南行1本はパルドゥビツェ中央駅に、金曜日の2往復、日曜日の1往復がパルドゥビツェ本駅に直通する。
過去の運行形態
2020年以前は、1.5往復（休日1往復）が、パルドゥビツェ本駅に直通していた。
2021-23年度は、平日の南行2本、金・日曜の1往復が直通していた。
2024年6月9日以降、平日の南行1本のみがパルドゥビツェ中央駅まで延伸となった。また、金曜日は一日2往復に増発となった。

### 普通
- パルドゥビツェ中央駅 - フラデツ・クラーロヴェー
1時間に1本運行されている。ステーブロヴァーとポフルジェバチカは、半数ずつ交互に停車する。
2021年度に限り、土曜・休日の半数が021号線のティーニシチェまで直通していた。2022年以前は、全列車ステーブロヴァー停車であった。2024年6月9日以降、パルドゥビツェ中央駅まで延伸となった。

- パルドゥビツェ中央駅 - フラデツ・クラーロヴェー - ヤロムニェルジ ( → チェスカー・スカリツェ)
2時間に1本の運行。大部分は、フラデツ以南を快速として、以北を普通として運行する。
2018年以前は、大多数が快速として運行していた（フラデツ以北は各駅に停車）。フラデツ以北の普通は、朝と夜間、および平日午後中心の運行であった。

- フラデツ・クラーロヴェー - ヤロムニェルジ - トルトノフ　【平日運行】
一日1往復の運行。ヤロムニェルジ以北は032号線と直通する。030号線内は、スミルジツェ以外全て通過する。
2021年末に運行を開始した。

## 駅一覧
以下では、チェコ国鉄031号線の駅と営業キロ、停車列車、接続路線などを一覧表で示す。
- 種別
  - R：特急
  - Sp：快速
  - Os：普通
- 停車駅
  - ■印：全列車停車
  - ◐印：半数停車、半数通過
  - ○印：一部停車
  - ｜印：全列車通過

| 路線名 | 駅名                                             | 駅間営業キロ | 累計営業キロ               | 累計営業キロ               | R  | Sp | Os | 接続路線                                                                       | 所在地                     | 所在地                     |
| ------ | ------------------------------------------------ | ------------ | -------------------------- | -------------------------- | -- | -- | -- | ------------------------------------------------------------------------------ | -------------------------- | -------------------------- |
| 031    | パルドゥビツェ中央駅 (*2)                        |              |                            | パルドゥビツェ中央から 0.0 | ■  | ■  | ■  |                                                                                | パルドゥビツェ州           | パルドゥビツェ郡           |
| 031    | パルドゥビツェ本駅                               | 1.1          | パルドゥビツェ旧駅から 0.6 | 1.1                        | ■  | ■  | ■  | 010号線（オロモウツ方面、プラハ方面）                                          | パルドゥビツェ州           | パルドゥビツェ郡           |
| 031    | パルドゥビツェ・ロシツェ・ナド・ラベム駅         | 2.1          | 2.7                        | 3.2                        | ■  | ●  | ■  | 238号線（フリンスコ方面）                                                      | パルドゥビツェ州           | パルドゥビツェ郡           |
| 031    | パルドゥビツェ・セムチーン駅                     | 2.0          | 4.7                        | 5.2                        | ｜ | ｜ | ■  |                                                                                | パルドゥビツェ州           | パルドゥビツェ郡           |
| 031    | ステーブロヴァー駅                               | 4.9          | 9.6                        | 10.1                       | ｜ | ｜ | ◑  |                                                                                | パルドゥビツェ州           | パルドゥビツェ郡           |
| 031    | チェペルカ駅                                     | 3.1          | 12.7                       | 13.2                       | ○  | ｜ | ■  |                                                                                | パルドゥビツェ州           | パルドゥビツェ郡           |
| 031    | オパトヴィツェ・ナド・ラベム駅(*1)               | 2.9          | 15.6                       | 16.1                       | ○  | ｜ | ■  |                                                                                | パルドゥビツェ州           | パルドゥビツェ郡           |
| 031    | オパトヴィツェ・ナド・ラベム・ポフルジェバチカ駅 | 1.1          | 16.7                       | 17.2                       | ｜ | ｜ | ◐  |                                                                                | パルドゥビツェ州           | パルドゥビツェ郡           |
| 031    | フラデツ・クラーロヴェー本駅                     | 6.7          | 22.4                       | 22.9                       | ■  | ■  | ■  | 020号線（プラハ方面） 021号線（ティーニシチェ方面）、041号線（トゥルノフ方面） | フラデツ・クラーロヴェー州 | フラデツ・クラーロヴェー郡 |
| 031    | プルジェドムニェルジツェ・ナド・ラベム駅         | 4.3          | 26.7                       | 27.2                       | ｜ | ｜ | ●  |                                                                                | フラデツ・クラーロヴェー州 | フラデツ・クラーロヴェー郡 |
| 031    | ロヘニツェ駅                                     | 2.4          | 29.1                       | 29.6                       | ｜ | ｜ | ●  |                                                                                | フラデツ・クラーロヴェー州 | フラデツ・クラーロヴェー郡 |
| 031    | スミルジツェ駅                                   | 4.1          | 33.2                       | 33.7                       | ○  | ○  | ■  |                                                                                | フラデツ・クラーロヴェー州 | フラデツ・クラーロヴェー郡 |
| 031    | チェルノジツェ駅                                 | 2.0          | 35.2                       | 35.7                       | ｜ | ○  | ●  |                                                                                | フラデツ・クラーロヴェー州 | フラデツ・クラーロヴェー郡 |
| 031    | セモニツェ駅                                     | 1.9          | 37.1                       | 37.6                       | ｜ | ｜ | ●  |                                                                                | フラデツ・クラーロヴェー州 | ナーホド郡                 |
| 031    | ヤロムニェルジ駅                                 | 2.6          | 39.7                       | 40.2                       | ■  | ■  | ■  | 030号線（リベレツ方面）、032号線（トルトノフ方面）                             | フラデツ・クラーロヴェー州 | ナーホド郡                 |

(*1): 2015年12月開業。
(*2): 2024年6月9日開業。